# Tetraponera bifoveolata
Tetraponera bifoveolata é uma espécie de formiga do gênero Tetraponera, pertencente à subfamília Pseudomyrmecinae.